# Komisja Archiwalna Tymczasowej Rady Stanu
Komisja Archiwalna Tymczasowej Rady Stanu – organ Tymczasowej Rady Stanu mający opracować ustawę dotyczącą archiwów oraz program kursów archiwalnych oraz sprawować pieczę nad przejmowaniem archiwaliów związanych z ziemiami polskimi od państw zaborczych, działający od kwietnia do sierpnia 1917 r.

## Działanie
Komisja Archiwalna została utworzona na mocy decyzji Departamentu Spraw Politycznych Tymczasowej Rady Stanu w kwietniu 1917 r. Do 25 sierpnia tego roku, tj. do rozwiązania Tymczasowej Rady Stanu, odbyło się dziewięć posiedzeń tej komisji: pierwsze, inauguracyjne w kwietniu (28), jedno w czerwcu (20), cztery w lipcu (4, 6, 11 i 26), wreszcie trzy w sierpniu (2, 16 i 23). Od drugiego posiedzenia komisja zajmowała się redagowaniem ustawy archiwalnej, której wstępny projekt opracował Marceli Handelsman a której kształt ostateczny zatwierdzono na ostatnim posiedzeniu lipcowym. Na kolejnych posiedzeniach komisja zajmowała się opracowaniem regulaminów archiwalnych. Projekt ustawy i regulaminów opiniowali dla komisji Eugeniusz Barwiński, Adam Chmiel, Stanisław Kutrzeba, Władysław Semkowicz i Teodor Wierzbowski. I projekty, i opinie zostały wykorzystane przy opracowywaniu reskryptu Rady Regencyjnej O organizacji archiwów państwowych i opiece nad archiwaljami.
Komisja miała zajmować się także kwestiami dotyczącymi rejestrowania archiwów znajdujących się na ziemiach polskich, przygotowaniami do rewindykacji archiwaliów znajdujących poza nimi, sprawowaniem ochrony nad prowincjonalnymi zbiorami archiwalnymi oraz niedopuszczeniem do wywiezienia archiwaliów do Niemiec. Miała również przejąć zadania Zarządu Archiwalnego (niem. Archivverwaltung) przy Generalnym Gubernatorstwie Warszawskim.

## Członkowie
Skład komisji był następujący:
- przewodniczący: Marceli Handelsman
- sekretarz: Wincenty Franciszek Łopaciński
- pozostali członkowie: Witold Kamieniecki (wicedyrektor Departamentu Spraw Politycznych), Bohdan Chełmicki (delegat Departamentu Sprawiedliwości), Ignacy Tadeusz Baranowski, Stefan Ehrenkreutz, Marian Krzesimowski, Antoni Rybarski.

Udziału w pracach komisji odmówił ówczesny dyrektor Archiwum Głównego Teodor Wierzbowski.